# ريتشارد غوف
ريتشارد غوف (بالإنجليزية: Richard Gough)‏ (مواليد 5 أبريل 1962) هو لاعب كرة قدم. يلعب مع منتخب اسكتلندا لكرة القدم. سبق له أن لعب في كأس العالم لكرة القدم مع منتخب بلاده.

## روابط خارجية
- ريتشارد غوف على موقع الاتحاد الدولي (مؤرشف)  (الإنجليزية)
- ريتشارد غوف على موقع الاتحاد الأوربي (الإنجليزية)
- ريتشارد غوف على موقع الاتحاد الإسكتلندي (الإنجليزية)
- ريتشارد غوف على موقع الدوري الأمريكي (الإنجليزية)
- ريتشارد غوف على موقع قاعدة بيانات كرة القدم.إي يو (الإنجليزية)
- ريتشارد غوف على موقع ناشيونال فوتبول تيمز (الإنجليزية)
- ريتشارد غوف على موقع Soccerbase.com (لاعب) (الإنجليزية)
- ريتشارد غوف على موقع Soccerbase.com (مدرب) (الإنجليزية)
- ريتشارد غوف على موقع عالم كرة القدم.نت (الإنجليزية)